# Rolaspis angularis
Rolaspis angularis är en insektsart som först beskrevs av Abraham Munting 1967.  Rolaspis angularis ingår i släktet Rolaspis och familjen pansarsköldlöss. Inga underarter finns listade i Catalogue of Life.